# Свакопмунд (спортивний клуб)
Спортивний Клуб «Свакопмунд» або просто «Свакопмунд» (англ. Sport Club Swakopmund) — професіональний футбольний клуб з Намібії, який представляє місто Свакопмунд. Крім футбольної секції в клубі також функціонують секції з гандболу, настільного тенісу, керлінгу та регбі. Спортивний клуб належить до числа найстаріших та найбільших в країні.

## Історія
Спортивний Клуб «Свакопмунд» було засновано в 1986 році в місті Свакопмунд, в провінції Еронго. Свій перший та останній на сьогодні трофей футбольний клуб здобув у 1969 році, перемігши у «Ганза Кап». У сезоні 2009/10 років футбольний клуб вперше грав у Першому дивізіоні Намібії, другій за значенням футбольній лізі Намібії.

## Досягнення
- Кубок Ганзи з футболу
  -  Володар (1): 1969